# Наименование места происхождения товара
Наименование места происхождения товара (НМПТ) — уникальный объект интеллектуальной собственности, позволяющий в установленном законом порядке закрепить за производителями региона (обеспечивающими определенные качества продукции благодаря природным и/или людским ресурсам) права на данное наименование.
Основным отличием от товарного знака является именно связь качества товара с регионом, где выпускается товар. Кроме того, в отличие от товарных знаков, правом на одно и то же НМПТ могут обладать несколько предприятий данного географического региона, выпускающих одну и ту же продукцию, а не строго одно предприятие, как в случае с товарными знаками.
Классификация пищевых товаров по месту происхождения была первоначально разработана во Франции 1930-х годов применительно к винам. В виноделии наименование места происхождения вина (подразумевающее соблюдение определённых требований к сортам винограда, технологии производства и т. д.) называется аппелласьоном.

## В мире
Самая сложная и многоуровневая система защиты НМПТ действует в Европейском союзе. См. Защита наименований места происхождения товара в Европейском союзе. К числу самых известных НМПТ относят шампанское и бургундское вина, коньяк, портвейн, пармскую ветчину, пармезан и др. 

Регламентация производства вина на определённой территории была введена в Венгрии в 1730-е годы применительно к Токайскому винодельческому региону. Впервые границы территории, где допускается производство продукта, были определены в 1716 году — в отношении винодельческого региона Кьянти (Тоскана).

### Франция
Министерство сельского хозяйства Франции выдаёт производителям пищевых товаров сертификат (AOC), который рассматривается как гарантия того, что данный продукт произведён на строго определённой территории с соблюдением строго определённых правил. Решение о выдаче сертификата принимает Национальный институт по происхождению и качеству товаров, созданный в 1935 году. Французская система контроля происхождения пищевых товаров была первой в мире. Со временем её позаимствовали, адаптировав под свои потребности, другие страны Европейского союза.

### Россия
В соответствии со ст. 1516 части 4-й ГК РФ, НМПТ — это обозначение, содержащее наименование страны, городского или сельского поселения, местности или географического объекта, ставшее известным в отношении товара, особые свойства которого определяются исключительно характерными для данного географического объекта природными условиями или людскими факторами. Исключительное право на наименование места происхождения товара является «ослабленным», поскольку право пользования может быть закреплено за несколькими хозяйствующими субъектами (в отличие от товарного знака), а права распоряжения эти хозяйствующие субъекты лишены.
В качестве примеров можно назвать такие НМПТ, как вологодское масло, нарзан, башкирский мёд.

### Белоруссия
В Белоруссии — «географические указания» в соответствии со статьёй 1024 Гражданского Кодекса.

## Поиск информации о наименованиях мест происхождения товаров
На сайте Роспатента организована поисковая система по базам данных, содержащих различные сведения о НМПТ. Так, в разделе «Электронные бюллетени» можно просмотреть последний из вышедших официальных бюллетеней товарных знаков, знаков обслуживания и наименований мест происхождения товаров. В разделе «Открытые данные» находятся несколько баз данных, в том числе Открытый реестр географических указаний и наименований мест происхождения товаров Российской Федерации.